# Сивкова (Багриновское сельское поселение)
Сивкова — деревня в Болховском районе Орловской области России. Входит в состав Багриновского сельского поселения.

## География
Деревня расположена в центральной части Среднерусской возвышенности в лесостепной зоне, на севере Орловской области, в 5 км к востоку от села Фатнево.

### Климат
близок к умеренно-холодному, количество осадков является значительным, с осадками в засушливый месяц. Среднегодовая норма осадков — 627 мм. Среднегодовая температура воздуха в Болховском районе — 5,1 °C.

## Население
| 2010 |
| ---- |
| 1    |